# Rõuma
Koordinaten: 58° 59′ N, 24° 3′ O
Rõuma ist ein Dorf (estnisch küla) in der Landgemeinde Lääne-Nigula im Kreis Lääne in Estland. Bis 2013 gehörte es zur Landgemeinde Risti.
Der Ort hat 54 Einwohner (Stand 31. Dezember 2011). Er liegt unmittelbar südlich des Dorfes Risti.

## Naturtourismus
Westlich des Ortskerns fließt der Bach Marimetsa oja. Vom Dorf aus verläuft ein neun Kilometer langer Wanderweg Richtung Westen über den Berg Kuresilma in das Hochmoor Marimetsa (Marimetsa raba). Es ist seit 1981 als Naturschutzgebiet ausgezeichnet. Am Rande des Weges steht ein Aussichtsturm. Von dort beginnt ein Bretterweg durch das Hochmoor. Die Pflanzen- und Vogelwelt ist artenreich. In der unberührten Natur nistet unter anderem der Steinadler.